# Microloxia advolata
Microloxia advolata är en fjärilsart som beskrevs av Eduard Friedrich Eversmann 1837. Microloxia advolata ingår i släktet Microloxia och familjen mätare. Inga underarter finns listade i Catalogue of Life.